# IC 3946
IC 3946 ist eine Linsenförmige Galaxie vom Hubble-Typ S0 im Sternbild Coma Berenices am Nordsternhimmel. Sie ist schätzungsweise 263 Millionen Lichtjahre von der Milchstraße entfernt und hat einen Durchmesser von etwa 55.000 Lj. Die Galaxie gilt als Mitglied des Coma-Galaxienhaufens Abell 1656.

Im selben Himmelsareal befinden sich u. a. die Galaxien IC 3947, IC 3949, IC 3957, IC 3959.
Das Objekt wurde am 12. Mai 1896 von Hermann Kobold entdeckt.